# 树豪猪属
树豪猪属（学名：Sphiggurus）是啮齿目美洲豪猪科的一属，分布于美洲，包括以下几种：
- 巴西树豪猪（Sphiggurus insidiosus）
- 墨西哥树豪猪（Sphiggurus mexicanus）
- 苍白树豪猪（Sphiggurus pallidus）
- 多刺卷尾豪猪（Sphiggurus spinosus）
- 衣豪猪（Sphiggurus vestitus）
- 长毛豪猪（Sphiggurus villosus）